# Wasserturm Duttweiler
Im Volksmund wird er zwar als Duttweiler Wasserturm bezeichnet, doch der Wasserturm auf der Gemarkung des Ortsteils Duttweiler der kreisfreien Stadt Neustadt an der Weinstraße (Rheinland-Pfalz) steht im Eigentum der Gemeindewerke Haßloch. Er dient der Wasserversorgung von Duttweiler und Haßloch.

## Geographische Lage
Der Wasserturm steht in der vorderpfälzischen Rheinebene inmitten von Weinbergen auf einer niedrigen Erhebung, dem 138,1 m ü. NHN hohen Trappenberg. Rundum liegen die Wohngebiete von drei Neustadter Ortsteilen: 1,8 km nordwestlich Lachen-Speyerdorf, 1,6 km südlich Duttweiler und 2,75 km südöstlich Geinsheim. 4 km nordöstlich beginnt die Wohnbebauung von Haßloch.
Etwa 400 m nördlich führt die Bundesstraße 39 (Neustadt–Speyer) vorbei. Von dort aus ist der Wasserturm über landwirtschaftliche Wege erreichbar.

## Architektur

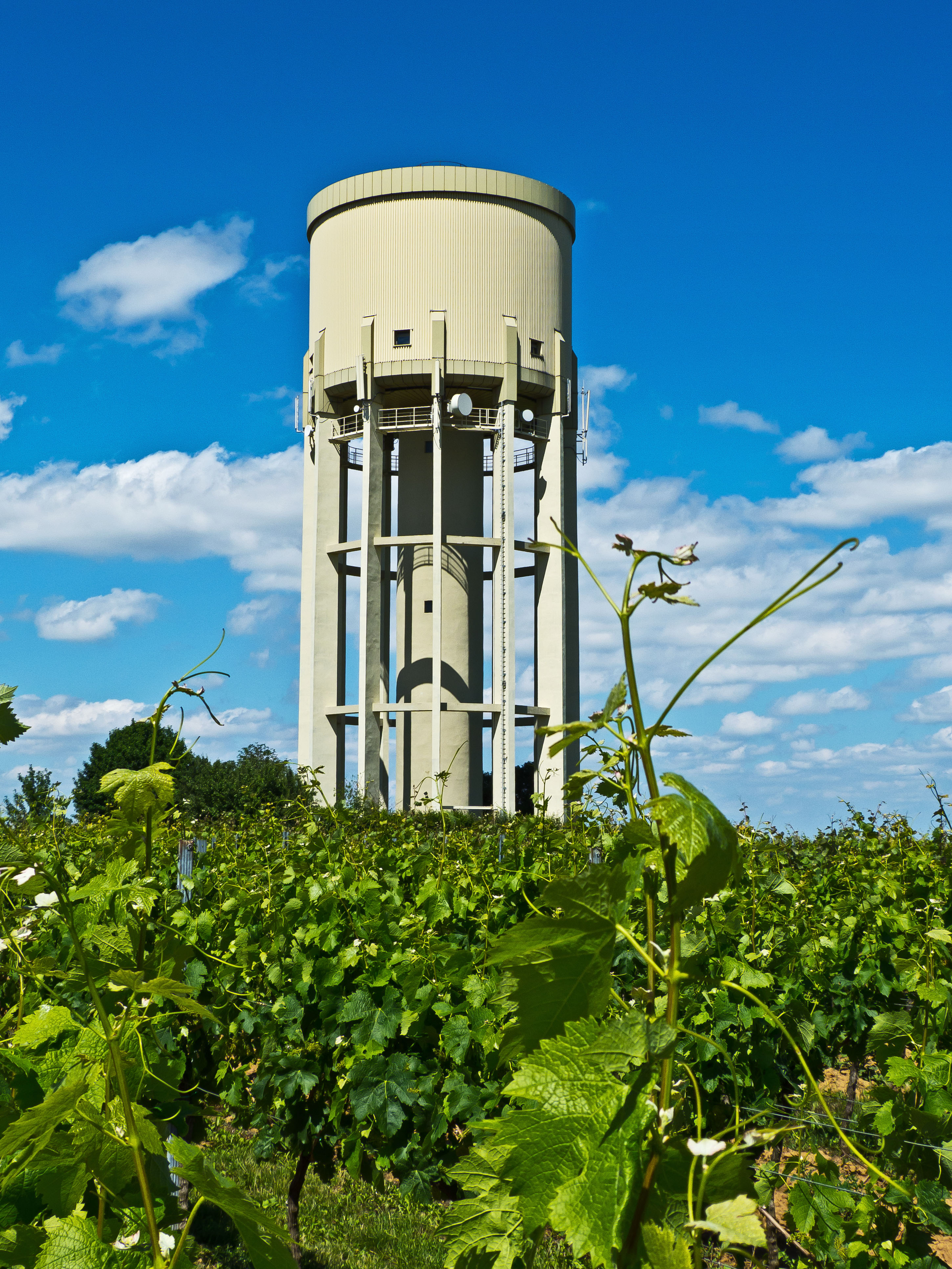
Wasserturm Duttweiler

Der Wasserturm ist ein Stahlbetonbau, dessen zylindrische doppelte Wasserkammer 1.000.000 Liter Rauminhalt besitzt und auf zwölf rechteckigen Stützen ruht. Horizontale Verstrebungen sorgen in 10 und 20 m Höhe für Zusammenhalt, in einen zentralen Zylinder von geringerem Durchmesser ist eine gut 30 m hohe Wendeltreppe eingebaut. Der Turm ist 44 m hoch, der Wasserspiegel der gefüllten Kammern liegt auf einer Höhe von 40 m, was 178,1 m ü. NHN entspricht. Der Wasserdruck beträgt, bezogen auf die versorgte Gemeinde Haßloch, 6,6 bar.
Der Turm wird auch als Antennenträger für Mobilfunknetze von Telekom und E-Plus verwendet. Die Stahlbetonteile wurden 1960 saniert, eine Innenrenovierung erfolgte 1974.
Seit 2009 ist der Wasserturm als Kulturdenkmal unter Schutz gestellt.

## Entstehungsgeschichte

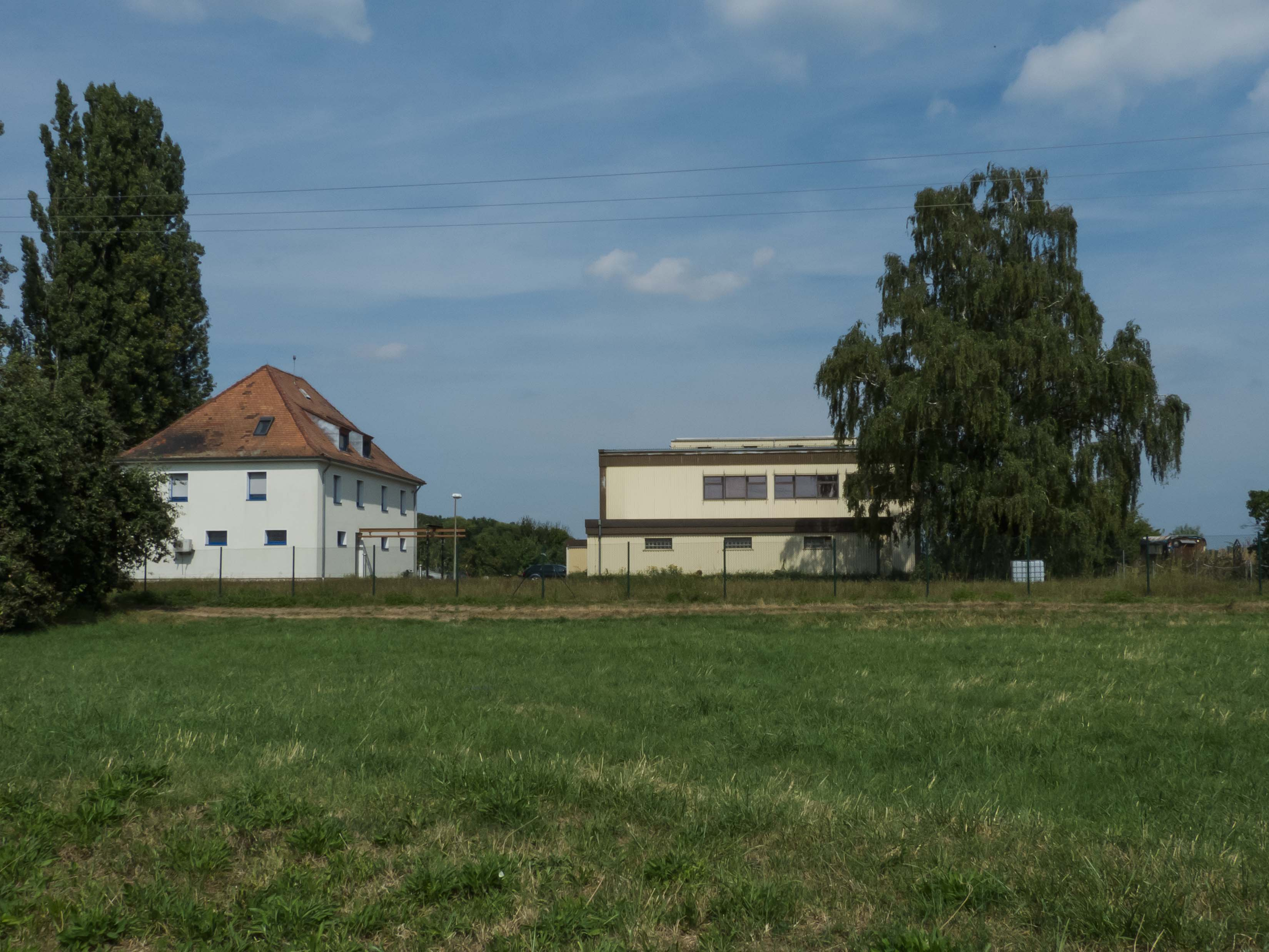
Haßlocher Wasserwerk Benzenloch

Wegen seiner Lage in der Rheinebene stand Haßloch schon immer ein reichliches Grundwasserangebot zur Verfügung, das die Bevölkerung mit eigenen Brunnen nutzte. Allerdings war das Wasser stark eisenhaltig und nicht frei von Trubstoffen. Deswegen befasste sich der Haßlocher Gemeinderat ab den Jahren 1925/26 mit dem Projekt einer einheitlichen Trinkwasserversorgung.
Bei den ersten Probebohrungen 1928 auf Haßlocher Gemarkung war die Qualität des geförderten Wassers nicht zufriedenstellend. Doch Bohrungen auf der südlich angrenzenden Gemarkung von Duttweiler, im sogenannten Benzenloch (wo sich jetzt das Wasserwerk Haßloch befindet), erbrachten so gute Ergebnisse, dass geplant wurde, in diesem Bereich – ursprünglich neben dem Haßlocher Schulhaus am Schillerplatz, das auf 112 m Höhe liegt – einen Wasserturm zu errichten. Um eine Erhöhung des Wasserdrucks zu erreichen und die Wasserleitung nach Haßloch verkürzen zu können, änderte man wenig später den Plan und wählte als Standort den 1,6 km nordnordöstlich gelegenen und um 26 m höheren Trappenberg.
Im Spätjahr 1928 wurde mit dem Bau des zentralen Wasserwerks und des Wasserturms begonnen, nachdem der Gemeinderat über die äußere Gestalt und den Anbieter abgestimmt hatte: Die KPD hatte den Bau eines Wasserturms mit eckigem Grundriss verlangt, die DVP wollte einen runden Grundriss und hatte sich für den billigsten Anbieter Wayss & Freytag entschieden. Mit 12 zu 10 Stimmen beschloss der Gemeinderat schließlich die runde Bauausführung und die Vergabe des Auftrags an Wayss & Freytag.
Am 2. September 1929 wurde das Richtfest gefeiert; der Haßlocher Bürgermeister Heinrich Brauch bezeichnete in seiner Rede den Turm als

„Wahrzeichen dieser ganzen Gegend, der von weither die Blicke auf sich lenkt und in seiner künstlerischen und dabei doch das Wesen des modernen Betonbaus so ausprägenden Form sich wunderbar in die schwingenden Linien der Landschaft einfügt.“

Gegen Ende des Jahres 1929 ging das Haßlocher Wasserwerk samt dem Turm in Betrieb. Die damals noch selbstständigen Gemeinden Duttweiler und Iggelheim traten vertraglich der zentralen Wasserversorgung bei. Bis kurz nach dem Zweiten Weltkrieg reichte die geförderte Wassermenge für die drei Gemeinden aus.
Ab 1949 wurden wegen des gestiegenen Wasserbedarfs zwei weitere Brunnen gebohrt und an das Haßlocher Wasserwerk angeschlossen. Bei dessen Planung war man von 35 Liter pro Tag und Einwohner ausgegangen, mittlerweile hat sich der Mittelwert für Haßloch bei ca. 126 bis 128 Liter pro Tag und Einwohner eingependelt.
Im Notfall könnten die in der Nähe gelegenen Gemeinden bzw. Ortsteile Altdorf, Böbingen, Freimersheim, Gommersheim, Geinsheim und Böhl-Iggelheim an das Haßlocher Wasserwerk angeschlossen und mit Trinkwasser versorgt werden.
Durch einen im Frühjahr 2017 abgeschlossenen Konzessionsvertrag zwischen Böhl-Iggelheim und Haßloch wurde beschlossen, dass auch für die nächsten 20 Jahre Frischwasser nach Iggelheim geleitet wird. Über zwei Versorgungsleitungen werden ca. 7500 Einwohner von Iggelheim mit rund 500.000 Kubikmeter Wasser jährlich versorgt.